# Charles-Victor Mauguin
Charles-Victor Mauguin (19 de septiembre de 1878 - 25 de abril de 1958) fue un profesor francés de mineralogía, que ideó (junto con el físico alemán Carl Hermann) de una notación estándar internacional para grupos cristalográficos, conocida como Notación de Hermann-Mauguin o notación internacional.

## Semblanza
Hijo de un panadero de provincias, Mauguin ingresó en la Escuela Normal de Saint-Cloud, donde se graduó con honores. Su éxito le valió una distinción y entró en el laboratorio de química orgánica Escuela Normal Superior de París, donde presentó su tesis.
Descubrió la cristalografía siguiendo las lecciones de Pierre Curie en 1905 sobre la simetría en los fenómenos físicos. Se convirtió en asistente de Frédéric Wallerant en la Sorbona, donde estudió cristales líquidos. Su trabajo sobre el tema es de primordial importancia. 
Profesor de mineralogía en Burdeos y Nancy, en 1933 sucedió a Wallerant en la Cátedra de Mineralogía de la Sorbona, que ocupó hasta 1948, cuando fue reemplazado por Jean Wyart. En este período, estuvo particularmente interesado en la difracción de rayos X producida por cristales.
Apasionado por la teoría de grupos, propuso en 1931 una notación simbólica de los elementos y operaciones de simetría. Ligeramente modificado por Carl Hermann, es adoptado por los cristalógrafos bajo el nombre de "notación de Hermann-Mauguin". Es uno de los fundadores de la Unión Internacional de Cristalografía.
Mauguin fue el primero en notar que cuando intercalaba los cristales líquidos semisólidos entre dos polarizadores alineados, podía girarlos uno en relación con el otro, pero la luz continuaba transmitiéndose. Este fenómeno se llama régimen de Mauguin (régimen de guía de onda) en efecto nemático virado.

## Reconocimientos
- En 1937 fue elegido miembro de la Academia de Ciencias de Francia para la sección de Mineralogía.